# Juan Antonio López-Cózar
Juan Antonio López-Cózar Jáimez (Loja, 20 augustus 1994) is een voormalig Spaans wielrenner.

## Carrière
In 2018 werd López-Cózar, in dienst van Team Euskadi, onder meer zesde in de Prueba Villafranca de Ordizia en elfde in de Circuito de Getxo. In 2019 maakte hij de overstap naar Euskadi Basque Country-Murias. Dat jaar werd hij, achter Rafael Valls en Jesús del Pino, derde in de Prueba Villafranca.

## Resultaten in voornaamste wedstrijden
| Jaar | Parijs-Tours |
| ---- | ------------ |
| 2019 | opgave       |

## Ploegen
- 2018 –  Team Euskadi
- 2019 –  Euskadi Basque Country-Murias
- 2021 –  Burgos-BH
- 2022 –  Burgos-BH

Alonso · Azkarate · Azurmendi · Buades · Fernández · García · Goikoetxea · Insausti · Juaristi · López · López-Cózar · Martín
Aristi · Bagües · Barceló · Barrenetxea · Barthe · Berrade · Bizkarra · Bravo · González · Intxausti · Irizar · Iturria · López-Cózar · Ó. Rodríguez · S. Rodríguez · Sáez · Samitier · Sanz · Udondo · Viejo
Aparicio · Bol · Cabedo · Díaz (vanaf 3/6) · Domingues · Ezquerra · Fuentes · Langellotti · López-Cózar · Madrazo · Molenaar · Moreno · Muller · Navarro · Okamika · Orts · Pelegrí · Peñalver · Räim · Rubio · Sánchez · Fernández (stagiair) · Franco (stagiair) · Martin (stagiair)